# Крутинский (Волгоградская область)
Крутинский — хутор, входит в состав Карагичевской сельской территории городского округа «город Михайловка» Волгоградской области России.

## История
Находясь в составе Области Войска Донского, хутор входил в состав Кумылженской станицы, на нём существовала Рождество-Богородицкая церковь.

## География
Расположен в северо-западной части области, в лесостепи, в пределах Приволжской возвышенности, являющейся частью Восточно-Европейской равнины. У хутора есть пруд.
Абсолютная высота 135 метров над уровня моря
.
Уличная сеть
состоит из 10 географических объектов:
- Переулки: Лазоревый пер., Терновый пер., Торговый пер., Школьный пер.
- Улицы: ул. Зелёная, ул. Производственная, ул. Рабочая, ул. Степная, ул. Торговая, ул. Центральная.

Часовой пояс
Крутинский, как и вся Волгоградская область, находится в часовой зоне МСК (московское время). Смещение применяемого времени относительно UTC составляет +3:00.

## Население
| 2010 |
| ---- |
| 221  |

Гендерный состав
По данным Всероссийской переписи населения 2010 года в гендерной структуре населения из 221 человек мужчин — 107, женщин — 114 (48,4 и 51,6 % соответственно).
Национальный состав
Согласно результатам переписи 2002 года, в национальной структуре населения
русские составляли 81 % из общей численности населения в 241 человека

## Инфраструктура
Муниципальное казенное общеобразовательное учреждение «Крутинская основная школа городского округа город Михайловка Волгоградской области».
Сельский клуб.
Крестьянско-фермерские хозяйства, личный подсобные хозяйства.
Хутор частично газифицирован. На нём имеются просёлочные дороги.